# ビーフステーキ襲撃
ビーフステーキ襲撃（ビーフステーキしゅうげき、英語: Beefsteak Raid）は、南北戦争のピーターズバーグ包囲戦中の1864年9月14日から9月17日にかけて、南軍（アメリカ連合国）が行った軍事作戦。食料を確保すべく、アメリカ連合国陸軍の騎兵部隊が北軍の牧場を襲撃し、食用の牛を多数略奪した。

## 背景
連合国の首都リッチモンドを防衛する南軍では常に食料が不足しており、ロバート・E・リー将軍の1864年8月22日の報告書には、南軍兵士に与えるトウモロコシが底をつき始めたと記されている。
9月5日、斥候のジョージ・D・シャドバン軍曹は、ユリシーズ・グラントの司令部からジェームズ川を5マイル（8km）下ったコギンス・ポイントのエドモンド・ルフィンの農園に牛3,000頭がいると報告した。農園は北軍の前線の後方にあり、そこを守るのは北軍兵士120人（実際はそれよりも多く、500人未満だったと推定される）と民間人30人だと確信したウェイド・ハンプトン少将は、襲撃のために3,000人の南軍兵士を手配した。

## 襲撃
1864年9月14日、ハンプトンは兵士を率いてピーターズバーグの北軍の塹壕に向かい、最終的に北軍の戦線の背後に回ろうとした。ハンプトンは敵の裏を突くため、ブラックウォーター川に架かっていたクック橋を再建し進軍した。9月16日午前5時、ハンプトン隊は3方向から農場を攻撃した。戦闘の後、ハンプトン隊は2,000頭以上の牛、11台の荷馬車、304人の捕虜を引き連れ9月17日午前9時に南軍の戦線に帰還した。

## 結果
農場で南軍は抵抗に遭い、10人が死亡、47人が負傷、4人が行方不明となった。南軍に届けられた牛は公式記録によると2,468頭であった。
その後数日間、南軍の兵士は北軍の歩哨を嘲り、食料を「プレゼント」してくれたことに感謝した。牛肉は沢山あったため、一部の兵士は許可なく北軍兵士をディナーに招待したり、南軍では「贅沢品」とされる北軍の物品と牛肉を交換したりした。
北軍のエイブラハム・リンカーン大統領は「今まで聞いた中で最も巧妙な牛泥棒」と評した 。リーの副官のウォルター・H・タイラー中佐は「グローブタバンの戦いの敗北による南軍の補給線の混乱を補うもの」だと語った。

## 遺産
主戦場のプリンスジョージ郡では、プリンスジョージ郡地域遺産センターが毎年9月に記念のステーキディナーを催している。
この襲撃をモチーフとした映画に『アルバレス・ケリー』がある。